# Редди, Нилам Санджива
Ни́лам Санджи́ва Ре́дди (хинди नीलम संजीव रेड्डी; 19 мая 1913, Кадапа, Мадрасское президентство, Британская Индия — 1 июня 1996, Бангалор, Индия) — индийский государственный деятель, президент Индии (1977—1982).

## Биография
Родился в зажиточной крестьянской семье в деревне Иллур (Мадрасское президентство, округ Анантапур, ныне территория штата Андхра-Прадеш). Окончил школу с теософским уклоном в Адьяре, Получил среднее образование (окончил государственный колледж искусств при филиале Мадрасского университета) в городе Анантапур и высшее образование — в университете Шри Венкатешвара, в г. Тирупати. В 1958 году получил степень почётного доктора права этого университета.
После визита Махатмы Ганди в Анантапур присоединился к борьбе за независимость, в 1931 году ушёл из колледжа. В начале 1930-х годов вступил в партию Индийский национальный конгресс (ИНК). Принимал активное участие в кампании гражданского неповиновения и борьбе за независимость, в 1936—1946 годах являлся руководителем партийной организации ИНК в штате Андхра-Прадеш, неоднократно подвергался арестам британскими колониальными властями и находился в заключении (с небольшим перерывом в марте-августе 1942 г). с 1940 по 1945 год. С 1946 года — депутат законодательного собрания в Мадрасе от ИНК.
В 1949—1951 годах — министр жилищного строительства и лесного хозяйства штата Мадрас. В 1953—1964 годах — депутат законодательного собрания штата Андхра-Прадеш, заместитель главного министра, главный министр штата (в 1956—1960 и 1962—1964 годах). Всегда отдавал приоритет развитию сельского хозяйства перед промышленным и финансовым развитием.
В 1960—1962 годах был председателем правящей партии ИНК. С 1962 по 1964 год — главный министр штата Андхра-Прадеш. В 1964—1967 годах — министр чёрной металлургии и угольной промышленности, а также транспорта, гражданской авиации, судоходства и туризма в правительствах Л. Б. Шастри и И. Ганди.
В 1967—1969 и в 1977 году — спикер нижней палаты парламента. Чтобы подчеркнуть свою независимость на этом посту, выходил из ИНК. Тогда же начали проявляться его противоречия с И. Ганди.
На президентских выборах 1969 года его кандидатура была выдвинута от ИНК, несмотря на противодействие И. Ганди, которая затем призвала однопартийцев голосовать «по совести», а не по партийному принципу, поддержав независимого кандидата В. Гири, который в итоге и победил, набрав 420 тысяч голосов против 405 тысяч у Н. С. Редди. Такой исход и жёсткие позиции И. Ганди и Н. С. Редди привели к расколу в ИНК. И. Ганди значительно упрочила своё влияние и власть, а Редди вскоре ушёл из активной политики.
В 1975 году вернулся в активную политику, последовав призыву Д. Нараяна к «тотальной революции» против правительства Индиры Ганди. В 1977 году был избран депутатом парламента от партии Джаната, нарушившей 30-летию монополию на власть ИНК. 26 марта был избран спикером Лок сабхи.
25 июля 1977 года на безальтернативной основе и при поддержке всех основных политических партий страны был избран президентом Индии, эту должность занимал до 25 июля 1982 года.
Со всеми тремя премьер-министрами времён своего президентства (М. Десаи, Ч. Сингхом и И. Ганди) отношения у Н. С. Редди были напряжённые, складывались трудно.
Является автором книги «Без страха и благосклонности: воспоминания и размышления президента», опубликованной в 1989 году.
Выйдя в отставку, жил на своей ферме под Анантапуром.

## Память
В 2004 году Ниламу Сандживе Редди был поставлен памятник в Хайдарабаде; в 2013 году была выпущена почтовая марка в честь 100-летия со дня его рождения.